# Кафедра (журнал)
«Кафедра» — науково-популярний та літературно-мистецький машинописний нецензурований квартальник, заснований поетом і політв'язнем Михайлом Осадчим 1988 р. З другого номера журнал став органом Української асоціації незалежної творчої інтелігенції УАНТІ. Призначення часопису — публікація праць членів УАНТІ — неформального клубу митців, позбавлених доступу до державних видавництв, та інших творців, які відображають «національне буття України у контексті загальнолюдських ідеалів» (за декларацією УАНТІ).

## Історія
Виходив у Львові (1988–90). Перше число з'явилося в січні 1988. Загалом вийшло 11 випусків.
В редакційну колегію входили Михайло Осадчий (відповідальний редактор), Василь Барладяну, Валер Бондар, Анатолій Бутрим, Богдан Горинь, Володимир Яворський. Богдан Горинь передавав матеріали «Кафедри» через іноземних журналістів у Москві до Н. Світличної. Вона організувала передрук у Закордонному представництві Української Гельсінської спілки. Від 7-го числа «Кафедра» передруковувалася в українському видавництві «Смолоскип» імені В. Симоненка. Частину перших номерів опублікував у Лондоні Союз українців у Великій Британії. Іншим шляхом, через Польщу, Оксана Гайова передавала матеріали Кафедри у Канаду і писала про свою роботу в «Кафедрі» так:
Основною метою цього видання було те, оскільки усі ми прагнули незалежної держави, щоб на цей час надати правдиву інформацію про історію України, Церкви. Труднощі були в тому, що не було доступу до інформації, до архівів, не було сучасної видавничої техніки. Усе було на папіросному папері і надруковане на машинці. Це сшивалося і везлось таємно через кордон
 Це була гарна робота, необхідна, люди працювали щиро, були перейняті тим, щоб українці, які стояли перед днем Соборної незалежної держави, знали, якої держави вони прагнуть і очікують
Крім членів редколегі, в журналі публікувалися Микола Горбаль, Михайлина Коцюбинська, Тарас Мельничук, Кость Москалець, Атена Пашко, Володимир Перевозний, Степан Сапеляк, Євген Сверстюк, Валентин Стецюк, Іван Світличний, Опанас Заливаха, Левко Лук'яненко, Василь Барладяну, Богдан Горинь, В'ячеслав Чорновіл, Василь Стус, Ігор Калинець, Ганна Голумбієвська, Людмила Шереметьєва (Дашкевич), Степан Сапеляк, Анатолій Щербатюк і багато інших авторів.